# Het leven en de dood van Marilyn Monroe
Het leven en de dood van Marilyn Monroe is een hoorspel van Gerlind Reinshagen. Leben und Tod der Marilyn Monroe werd op  2 juni 1971 door de Süddeutscher Rundfunk uitgezonden. De KRO zond het uit in het programma Dinsdagavondtheater op dinsdag 10 oktober 1972. De vertaling was van Léon Povel, die ook regisseerde. Het hoorspel duurde 76 minuten.

## Rolbezetting
- Willy Brill, Corry van der Linden & Ingeborg Uyt den Boogaard (Marilyn Monroe)
- Hein Boele, Hans Boswinkel, Joke Hagelen, Elly den Haring, Eva Janssen, Betty Kapsenberg, Hans Karsenbarg, Paul van der Lek, Gerrie Mantel, Huib Orizand, Cees van Ooyen, Willy Ruys, Nel Snel, Frans Somers, Hans Veerman & Jan Verkoren (verdere medewerkenden)

## Inhoud
Duiding van het leven en de dood van de Amerikaanse filmster Marilyn Monroe. Haar jeugd wordt gekenmerkt door het verblijf bij vele pleeggezinnen en in een weeshuis. Ze trouwt op 16-jarige leeftijd met James Dougherty, van wie ze snel scheidde. Ze wordt ontdekt door de filmindustrie en geniet in eerste instantie van haar status als ster. De reacties van publiek, fans en filmindustrie benauwen Monroe op termijn zodanig dat ze zich af begint te keren van de industrie. Marilyn Monroe sterft in 1962 in Los Angeles aan een overdosis slaapmiddelen…